# Трамвай Лінца
Трамва́й Лі́нца (нім. Linzer Straßenbahn-Netz) — трамвайна мережа, що утворюють основу системи міського громадського транспорту Лінца, адміністративного центру федеральної землі Верхня Австрія, Австрія.
Мережа управляється підрозділом Linz Linien компанії Linz AG (міської комунальної компанії) і використовує колію 900 мм.
Мережа складається з чотирьох ліній, включаючи Пестлінгербан, з яким інтегрована з 2009 року. Linz Linien також керує мережею міських автобусів Лінца і мережею тролейбусів Лінца.

## Історія
Першу конку завдовжки 2,6 км від вокзалу станції Лінц-Головний, через центр міста та через Дунай до кінцевої станції на нинішній Гінзенкамплац відкрито в Лінці в 1880 році.
Лінія побудована на незвичайній колії трамвая 900 мм, який за межами Лінцу використовується лише у Лісабоні.
У 1895 році лінію було продовжено на 300 метрів на її північному кінці до залізничної станції Лінц-Урфар (Мюлькрайсбангоф).
У 1897 році трамвай було електрифіковано.
У 1898 році на той час незалежна лінія Пестлінгербан була відкрита від залізничної станції Лінц-Урфар до вершини Пестлінгберг. Ця лінія мала ширину колії 1000 мм, тому пасажири були змушені робити пересадку на Лінц-Урфар.
У 1902 році основну трамвайну мережу було розширено лінією, яка сполучила Блюмауерплац  на південь від центру міста з північною стороною мосту через річку Траун у Кляйнмюнхені, що дало загальну довжину 5,88 км.
Завдяки цьому розширенню трамвай Лінца набув вигляду, який мав протягом багатьох років: довга лінія з півночі на південь і коротка гілка до головного залізничного вокзалу.
У 1914 році був відкрито маршрут схід-захід — M, тоді як лінія північ-південь охоплювалася маршрутами B від Урфара до станції та E від Урфара до південної кінцевої станції.
У 1929 році вісь північ-південь була подовжена на південь новим мостом до передмістя Ебельсберг. Тут було споруджено гейт з Флоріанербан до Санкт-Флоріана.
Трамвайні лінії були пошкоджені під час Другої світової війни, і післявоєнній ситуації не допоміг міст через Дунай, що був контрольно-пропускним пунктом між окупованими США та СРСР секторами Австрії, змушуючи пасажирів пересідати там на трамваї.
Після 1955 року відбулася деяка реконструкція, але в 1969 році поперечний маршрут М був замінений на автобуси.
У 1985 році була відкрито відгалуження від Кляйнмюнхен до Аувізен.
У 2002—2005 роках маршрут до Ебельсберга розширили до SolarCity.
У 2004 році основний маршрут з півночі на південь перевели в тунель через головний залізничний вокзал, таким чином усунувши потребу в окремій гілці до цього місця.
У 2011 році нове відгалуження, що відходить від цього тунелю на залізничній станції, продовжили до Доблергольца.
Тим часом у 2008 році Пестлінгербан, який до цього часу існував окремо, було закрито та перешито на ту саму колію, що й трамваї Лінца. Гейт між двома системами було споруджено в Урфарі. Лінію було знову відкрито у 2009 році.

## Лінії
існує 5 маршрутів:
| Номер | Маршрут | Довжина | Зупинки |
| ----- | --- | ------- | ------- |
| 1     | Університет — Рудольфштрасе — Гауптплац — Лінц-Головний — Зимоништрасе — Аувізен                                         | 14.5 км | 35      |
| 2     | Університет — Рудольфштрасе — Гауптплац — Лінц-Головний — Сімоніштрасе — Ебельсберг — solarCity                          | 18.5 км | 44      |
| 3     | Ландгутштрасе — Рудольфштрасе — Гауптплац — Лінц-Головний — Майкснеркройцунг — PlusCity — Траунер-Кройцунг               | 10.9 км | 23      |
| 4     | Ландгутштрасе — Рудольфштрасе — Гауптплац — Лінц-Головний — Майкснеркройцунг — PlusCity — Траунер-Кройцунг — Замок Траун | 12.7 км | 26      |
| 50    | Пестлінгберг — Ландгутштрасе — Рудольфштрасе — Гауптплац                                                                 | 4.1 км  | 14      |

Маршрут 50 курсує маршрутом Пестлінгербан між Пестлінгберг і Ландгутштрасе.
У вихідні дні дві нічні лінії (N82 і N84) працюють щопівгодини з опівночі до 05:30.
Вони курсують тим самим маршрутом, що й лінії 2 і 4 вдень.

## Парк[4]
| №           | Фото | Виробник   | Рік виробництва      | Довжина             | Осі | Сидячих/стоячих | Примітки |
| ----------- | ---- | ---------- | -------------------- | ------------------- | --- | --------------- | --- |
| 001–033     |      | Bombardier | 2002-2005, 2008/2009 | 40 м (130 фут)      | 8   | 74/151          | Односторонній трамвай за стандартом Bombardier, 100 % низькопідлоговий, дизайн Cityrunner, використовується на маршрутах 1–4.                                                                                   |
| 060-082     |      | Bombardier | 2011-2012            | 40,80 м (133,9 фут) | 8   | 71/156          | Односторонній трамвай за стандартом Bombardier, 100 % низькопідлоговий, дизайн Flexity Outlook C, використовується на маршрутах 1–4.                                                                            |
| 501-504     |      | Bombardier | 2008/2009, 2011      | 19,16 м (62,9 фут)  | 4   | 33/53           | Двосторонній трамвай на основі стандартної моделі Bombardier зі 100 % низькою підлогою Flexity Outlook Mountainrunner із модифікаціями для використання на крутих схилах, який використовується на маршруті 50. |
| VIII, X, XI |      | ESG        |                      |                     | 2   | 22/16           | Двосторонні високопідлогові вагони Pöstlingbergbahn, відремонтовані та оновлені у 2008/2009 роках, використовувалися на маршруті 50.                                                                            |